# Trâu Bình, Tân Châu
Trâu Bình (giản thể: 邹平市; phồn thể: 鄒平市; bính âm: Zōupíng Shì, Hán Việt: Trâu Bình thị) là một thành phố cấp huyện thuộc địa cấp thị Tân Châu, tỉnh Sơn Đông, Trung Quốc. Thành phố này có diện tích 1250 km², dân số năm 2020 là 774.517 người.

## Phân chia hành chính
Tính đến năm 2012, thành phố Trâu Bình quản lý 16 đơn vị hành chính gồm 3 nhai đạo và 13 trấn.